# 法國巴黎聖殿
法國巴黎聖殿是位於法國巴黎郊區勒謝奈的耶穌基督後期聖徒教會的一座聖殿，位於凡爾賽附近。法國巴黎聖殿是建於法國本土的第一座聖殿，其次是在大溪地帕皮提聖殿之後與法國相關的第二座聖殿。
2020年，法國巴黎聖殿因冠状病毒大流行而关闭。 